# Terpsichore paulistana
Terpsichore paulistana är en stensöteväxtart som först beskrevs av Alexander Curt Brade och Rosenst., och fick sitt nu gällande namn av Alan Reid Smith. Terpsichore paulistana ingår i släktet Terpsichore och familjen Polypodiaceae. Inga underarter finns listade.